# Daniels Ontužāns
Daniels Ontužāns (Vangaži, 7 de marzo de 2000) es un futbolista letón que juega en la demarcación de centrocampista para el F. C. 08 Homburgo de la Regionalliga Südwest.

## Selección nacional
Debutó con la selección de fútbol de Letonia el 10 de junio de 2019. Lo hizo en un partido de clasificación para la Eurocopa 2020 contra Eslovenia que finalizó con un resultado de 0-5 a favor del combinado esloveno tras los goles de Miha Zajc, un doblete de Domen Črnigoj y otro doblete de Josip Iličić.

## Clubes
| Club                           | País     | Año       | Partidos | Goles |
| ------------------------------ | -------- | --------- | -------- | ----- |
| Bayern de Múnich II            | Alemania | 2019-2021 | 4        | 0     |
| F. C. San Galo sub-21 (cedido) | Suiza    | 2020      | 0        | 0     |
| Bayern de Múnich               | Alemania | 2020-2021 | 1        | 0     |
| S. C. Friburgo II              | Alemania | 2021-2023 | 33       | 3     |
| F. K. RFS                      | Letonia  | 2023      | 11       | 2     |
| F. C. 08 Homburgo              | Alemania | 2024-     | 7        | 0     |